# Johannes Baensch-Drugulin
Egbert Johannes Baensch-Drugulin (* 24. Juni 1858 in Magdeburg; † 10. September 1945 in Leipzig) war ein sächsischer Hofrat, Buchdruckerei- und Schriftgießereibesitzer, Vorsitzender des Deutschen Buchdruckervereins, Vorsitzender der Gesellschaft der Bibliophilen und Gründungsmitglied der Maximilian-Gesellschaft.

## Leben

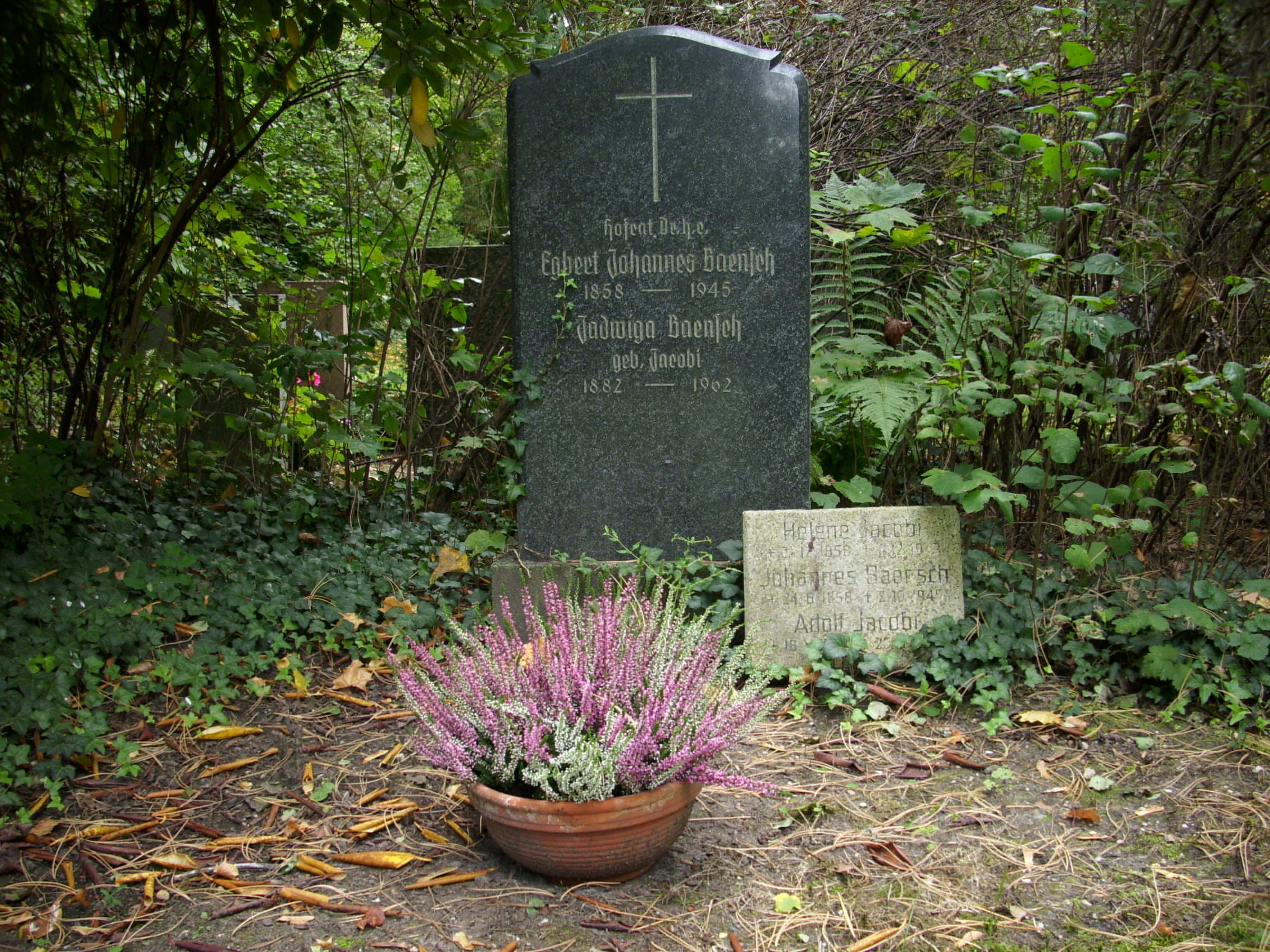
Grabstätte Johannes Baensch-Drugulin auf dem Südfriedhof in Leipzig (2022 aufgelassen)

Titelblattgestaltung von Ludwig Sütterlin 1902

Drugulin-Signet 1911

Der Sohn von Friedrich August Emil Baensch und Caroline Wilhelmine Lisette Emilie, geb. Schramm entstammt einer Druckereifamilie. Nach seinem Besuch des Domgymnasiums machte Johannes 1876–1879 mehrere Ausbildungen, zunächst wurde er bei der Hofbuchhandlung Friedrich Wagner in Braunschweig zum Buchhändler ausgebildet. Es folgte eine Lehre zum Buchdrucker bei der Lothringer Zeitung in Metz und eine Ausbildung als Schriftgießer in der Schriftgießerei Benjamin Krebs Nachfolger in Frankfurt am Main.
Nach dem unerwarteten Tod Wilhelm Eduard Drugulins trat Johannes Baensch auf Wunsch seiner Tante in die Offizin W. Drugulin ein und wurde am 5. Juli 1880 deren Geschäftsführer. 1881 heiratete er Drugulins Tochter Elisabeth Wilhelmine, im Folgejahr wurde er Teilhaber seiner Schwiegermutter und nannte sich fortan Baensch-Drugulin.
Die Offizin Drugulin hatte sich bereits unter der Führung Wilhelm Eduard Drugulins zu einem der angesehensten Setzerei- und Druckereibetriebe Europas entwickelt. Mit einem riesigen Bestand an Typen, der lediglich von den Staatsdruckereien in Paris und Wien übertroffen wurde, war sie auf den Druck wissenschaftlicher Werke in über 300 Sprachen spezialisiert. Baensch gelang es, den hervorragenden internationalen Ruf des Unternehmens weiter auszubauen, indem er sich auf typographische und buchkünstlerische Belange konzentrierte, wobei er eine Vielzahl vergessener Schriften aus den Beständen der Offizin wiederbelebte. Ab 1895 setzte das Unternehmen Druckmaschinen für den buchkünstlerischen Qualitätsdruck ein. Die neu einsetzende Buchkunstbewegung zu Beginn des 20. Jahrhunderts mit ihren hohen Anforderungen an Gestaltung und Reproduktion förderte diese Entwicklung und machte die Drugulin zu einer der angesehensten Großdruckereien. Wegbereitend war die Herausgabe des von Ludwig Sütterlin gestalteten Monumentalwerks Marksteine der Weltliteratur in Originalschriften (1902) sowie der Druck der Zeitschriften Pan (1895–1900), Die Insel (1899–1902) und ab 1897 der Zeitschrift für Bücherfreunde, die von 1909 bis 1914 im eigenen Verlag geführt wurde. In der Folge war Drugulin auch für herausragende Druckqualität geschätzt und produzierte europaweit beachtete bibliophile Ausgaben für buchkünstlerisch orientierte Verlage wie den Insel-Verlag, Ernst Rowohlt, Eugen Diederichs, Hans von Weber, S. Fischer, Schuster & Löffler und Kurt Wolff.
Neben seiner unternehmerischen Tätigkeit engagierte sich Johannes Baensch stark für die Verbesserung der sozialen und beruflichen Bedingungen in seiner Branche. So war er elf Jahre lang Vorsitzender des Deutschen Buchdruckervereins, realisierte eine Unterstützungskasse und setzte sich als Vorsitzender des Kuratoriums der 1886 wiedereröffneten Leipziger Buchdrucker-Lehranstalt für bessere Ausbildungsbedingungen im Buchdruckerhandwerk ein.
Unter Baenschs Mitarbeit erschien ab 1898 die Zeitschrift für Deutschlands Buchdrucker und verwandte Gewerbe. Er war Vorstandsvorsitzender der 1901 gegründeten Weimarer Gesellschaft der Bibliophilen, erhielt 1903 von der Universität Heidelberg die Ehrendoktorwürde und zählte 1911 zu den Gründungsmitgliedern der Maximilian-Gesellschaft, einer Bibliografenvereinigung zur Förderung der Buchkunst und -wissenschaft. Ab 1906 trat sein Sohn Wilhelm in die Druckerei ein. Er selbst zog sich mit Ende des Ersten Weltkrieges aus dem Geschäft zurück, setzte sich aber bis zu seinem Lebensende weiter intensiv für das Buchgewerbe ein. Johannes Baensch-Drugulin starb im Alter von 87 Jahren.